# Рациональное бронирование

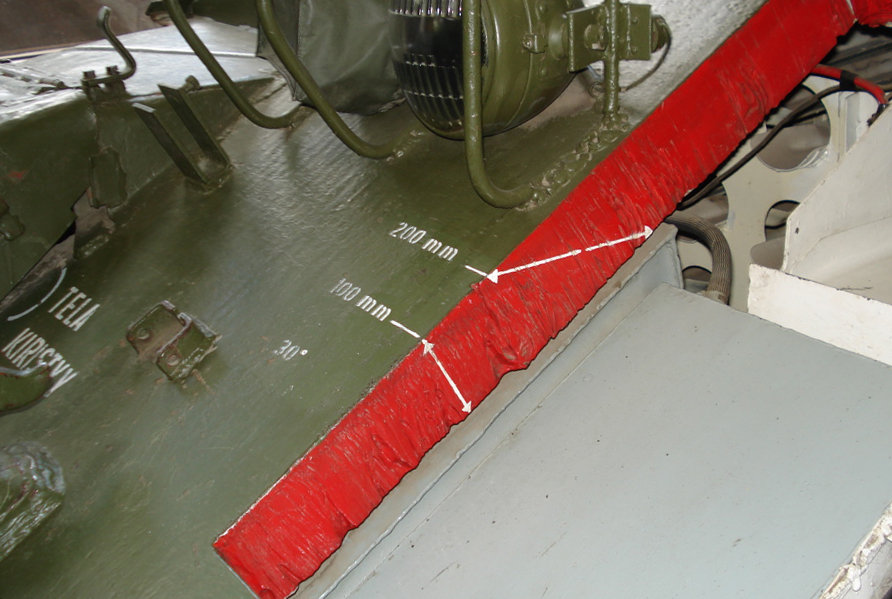
Разрез лобового бронирования танка Т-54 демонстрирует технический смысл рационального бронирования — при угле установки бронеплиты (от вертикали) 60° снаряд должен пробить 200 мм брони, хотя толщина плиты составляет лишь 100 мм.

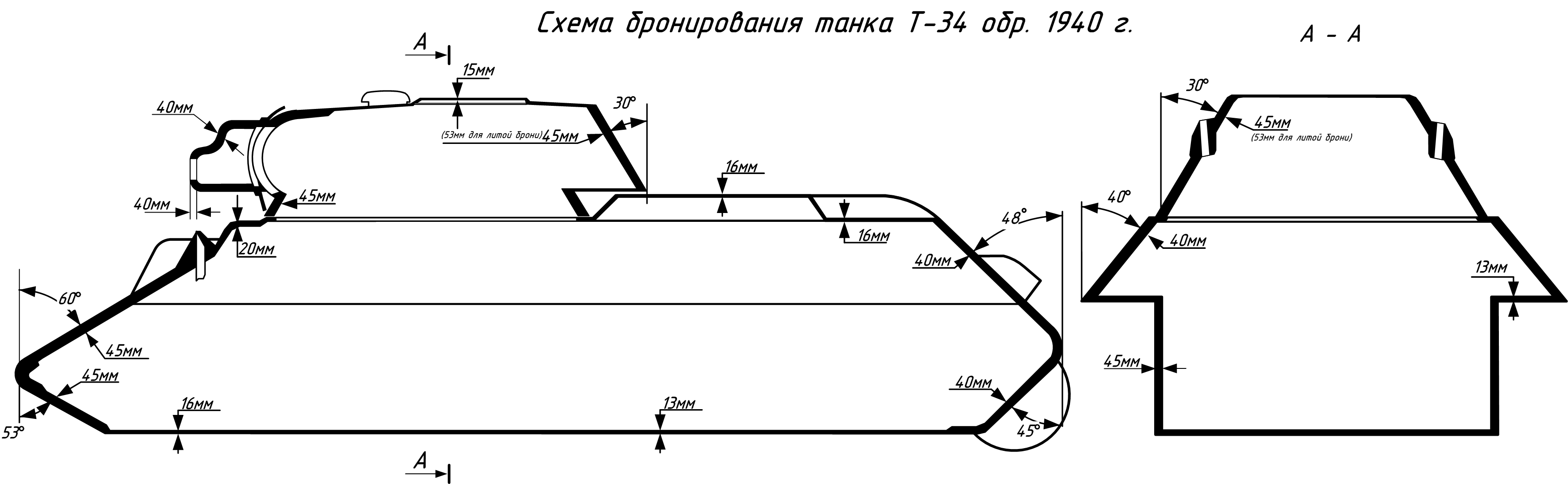
В конструкции бронекорпуса и башни Т-34 практически отсутствуют участки с вертикальным расположением брони.

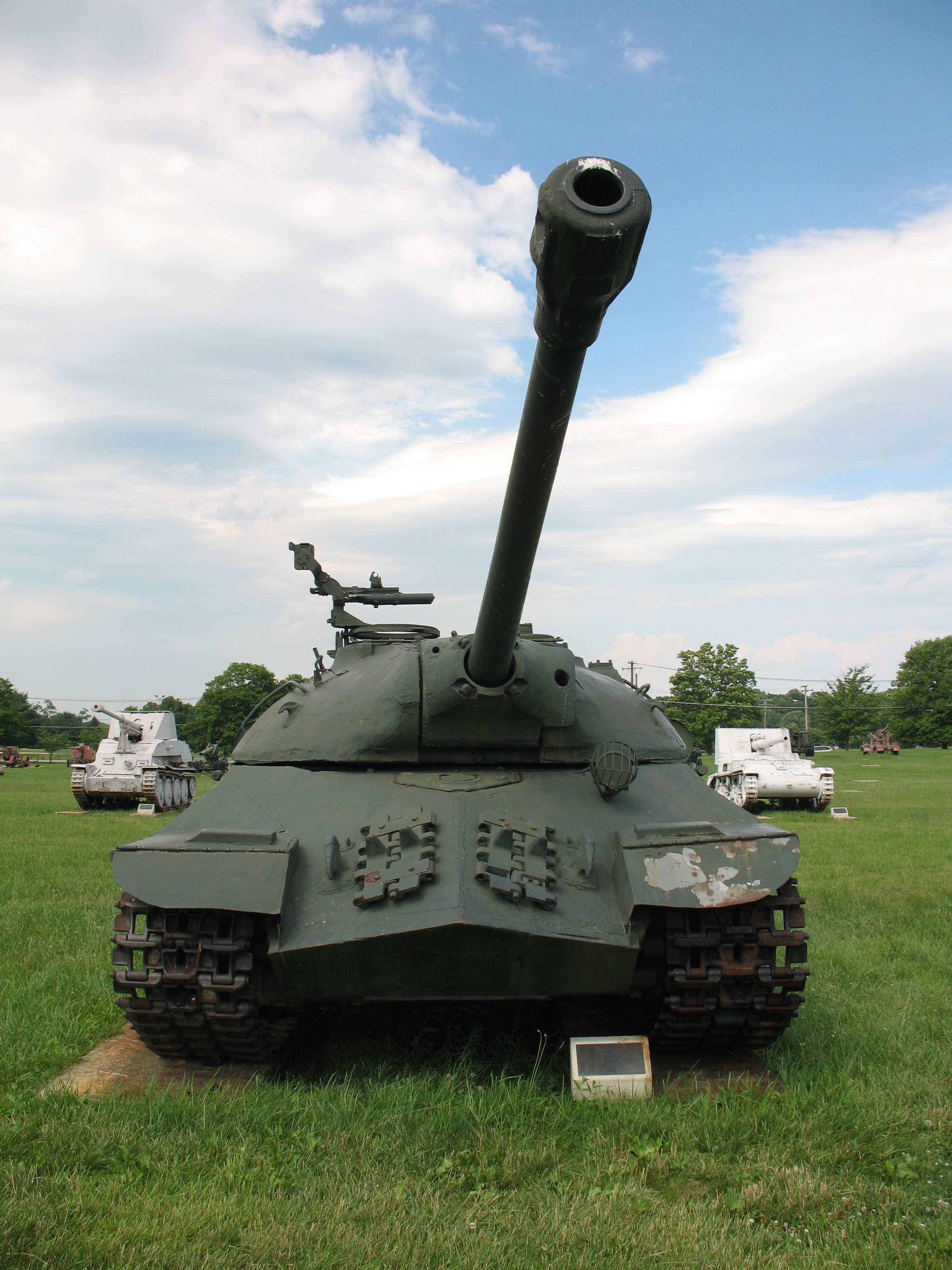
Предельные воплощения наклонного бронирования и дифференцирования толщин брони на танке ИС-3 (1945) с характерной верхней лобовой деталью «щучий нос». Музей артиллерии сухопутных войск, Эбердин, Мэриленд, США.

Рациональное бронирование (также бронирование с рациональными углами наклона бронелистов, рациональный наклон брони или просто наклонное бронирование) — конструктивная схема бронирования боевых машин, рассчитанная на повышение стойкости бронелиста за счёт расположения его под наклоном к расчётной траектории полёта поражающего боеприпаса. 

Основной технический смысл схемы состоит в том, что при попадании в наклонный броневой лист снаряд должен пробить слой брони, равный толщине бронелиста, поделённой на косинус угла соударения:
где bэф — эффективная толщина брони (по ходу снаряда),
α, град. — угол соударения снаряда с броней (от нормали).
Кроме того, начиная с некоторых предельных значений угла соударения (более 60°), для калиберных бронебойных снарядов увеличивается склонность к рикошету.

## История
Рациональное бронирование впервые было применено в проектировании бронетехники ранее, например Бенц, и в период Первой мировой войны, однако широкое распространение получает с конца 1930-х годов. Образцами рационального бронирования могут служить российские бронеавтомобили конструкции штабс-капитана Мгеброва, советский средний танк Т-34, немецкий тяжёлый танк «Тигр II».
Т-34 оказал глубокое влияние на конструкции германских танков Второй мировой войны. Довоенные или ранние военные конструкции, такие как Panzer IV и Tiger, явно отличаются от машин выпуска после 1941 года, таких как, например, Пантера, Tiger II, Jagdpanzer и Hetzer, которые все имели наклонную броню. Это особенно наглядно, поскольку что германская танковая броня повсеместно не литая, а полученная сваркой из катаных плит.

## Особенности взаимодействия снаряда с наклонно расположенной броней
Расположение бронедеталей под углами относительно направления подхода снаряда позволяет повысить их стойкость в результате действия нескольких механизмов, в частности разрушения хрупкого бронебойного сердечника под действием изгибающих напряжений, либо в результате отклонения этого сердечника с увеличением угла от нормали к поверхности брони (денормализации) даже при сохранении поверхностной плотности брони. Такое воздействие проявляется наиболее сильно при небольшой абсолютной массе снаряда, и при небольших отношениях длины к диаметру снаряда. Бронебойные снаряды периода Второй мировой войны вполне удовлетворяли названным условиям. Вот почему рациональное бронирование достаточно эффективно работало в тот период времени.
В 1960—1970-е годы на вооружение были приняты бронебойные оперённые подкалиберные снаряды (БОПС), отличавшиеся как большими удлинениями, так и более высокой массовой плотностью материала сердечника. При соударении удлинённого сердечника с гомогенной бронёй большой толщины траектория движения сердечника после начальной стадии внедрения в броню «по ходу» искривляется в направлении к нормали, а длина канала в плите будет занимать положение между длиной «по ходу» сердечника (эффективной толщины с учётом угла установки плиты) и толщиной плиты по нормали. Более того, деформированный сердечник действует как снаряд бо́льшего калибра, создавая в тыльных слоях брони напряжённо-деформированной состояние, облегчающее её разрушение по типу среза пробки, откола или их сочетания. Для современных БОПС сказанное характерно при углах установки плиты между 55° и 65°, в связи с чем более высокая стойкость брони может быть получена при её вертикальной установке.
Другой особенностью современных бронированных машин, уменьшающих значение принципа наклонного расположения брони, стало появление в 1970−1980-х годах комбинированной брони с керамическими бронеэлементами. Такая броня при любой поверхностной плотности также лучше работает при вертикальной установке, или близкой к ней.